# Mondo New York - L'altra faccia della mela
Mondo New York - L'altra faccia della mela (Mondo New York) è un film del 1988, diretto da Harvey Keith.

## Trama
Il film segue la vita e le attività di un gruppo di artisti di Manhattan che appaiono in diversi sketch, ognuno dei quali legato all'esplorazione della città da parte di una giovane donna. Tra i vari performers appaiono Charlie Barnett, Joe Coleman, Phoebe Legere, Karen Finley, Lydia Lunch, Veronica Vera, Frank Moore e Ann Magnuson.